# Zespół Szkół Elektrycznych nr 1 im. Henryka Zygalskiego w Poznaniu
Technikum Energetyczne im. Henryka Zygalskiego w Poznaniu (zwany „Energetyk”) – poznańska szkoła średnia, założona w 1937 roku. Dyrektorem szkoły jest Małgorzata Grzemska, wicedyrektorami Agnieszka Ługowska i Jakub Stypiński. W szkole uczy się około 800 uczniów.

## Historia
We wrześniu 1937 r. powstało Państwowe Liceum Mechaniczne i Elektryczne w Poznaniu, stanowiące podbudowę Wyższej Szkoły Budowy Maszyn, z którą stanowiło organizacyjną całość. Była to szkoła zawodowa trzyletnia stopnia drugiego z siedzibą w budynku dzisiejszej Politechniki Poznańskiej przy Placu Bergera 5 (obecnie Plac Marii Skłodowskiej-Curie). Uczniów przyjmowano po „małej maturze”, tj. po przedwojennych sześciu klasach ośmioletniego gimnazjum. W roku szkolnym 1937/38 szkoła miała dwie klasy – mechaniczną i elektryczną.
1 marca 1945 r. szkoła podjęła pracę jako samodzielna jednostka.

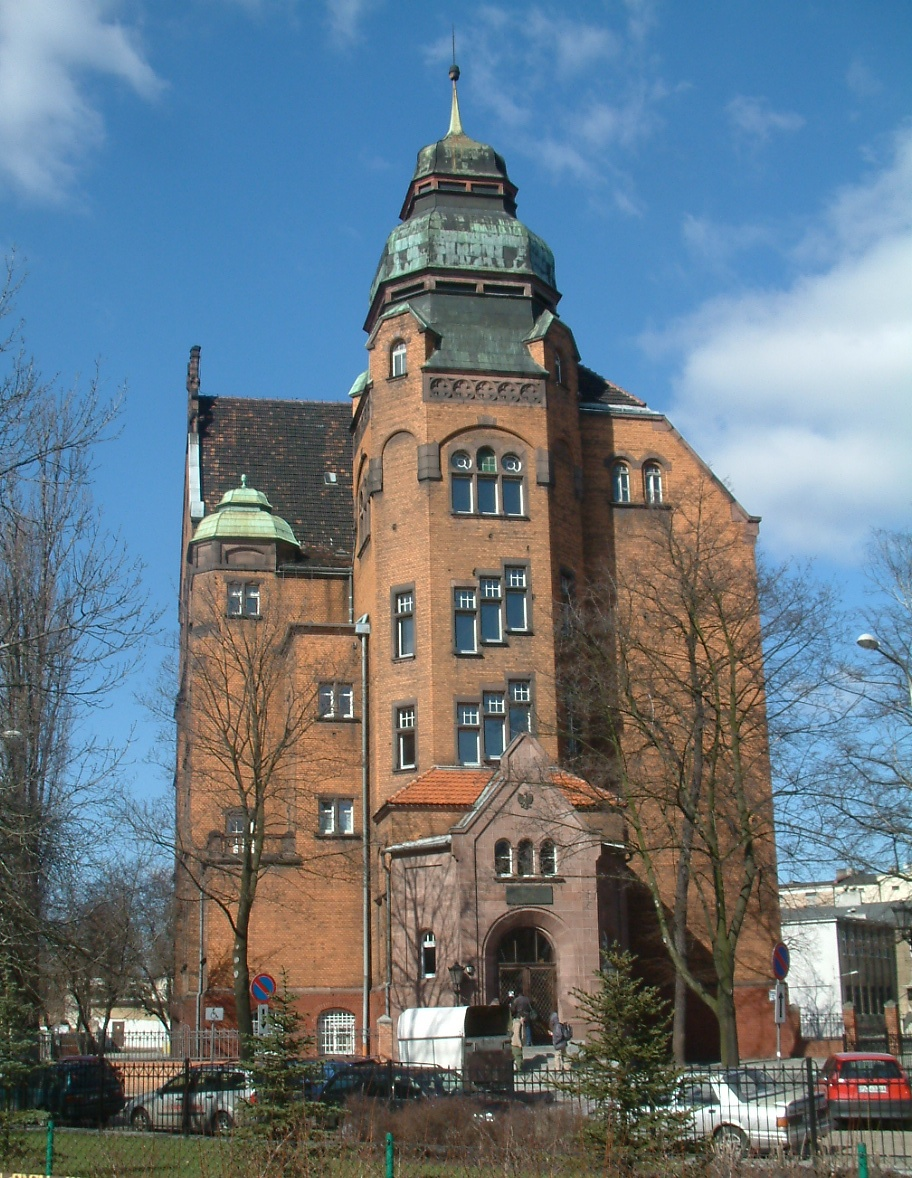
Pierwsza siedziba szkoły – aktualny Rektorat Politechniki Poznańskiej

1 września 1949 r. szkoła liczyła 16 oddziałów rozmieszczonych w trzech budynkach: przy Placu M. Skłodowskiej-Curie (budynek główny), w Liceum św. Marii Magdaleny przy ul. Różanej (5 klas popołudniowych), w Szkole Podstawowej Nr 39 przy ul. Daszyńskiego (1 klasa).
Od 1 września w składzie placówki znalazły się szkoły dla dorosłych, a mianowicie: Państwowe Liceum Mechaniczne dla Dorosłych oraz Państwowe Liceum Elektryczne. Szkoły te realizowały swoje zadania statutowe do końca roku szkolnego 1960/61, a następnie włączono je do Technikum Mechanicznego Zaocznego w Poznaniu przy ul. Dzierżyńskiego 352/360 (obecnie ul. 28 Czerwca 1956 r.)
Od 1 września 1951 r. funkcjonuje nowa nazwa szkoły – Technikum Mechaniczno-Elektryczne Ministerstwa Przemysłu Ciężkiego w Poznaniu.
Od 6 lipca 1953 r. szkoła podlegała Ministerstwu Energetyki, jednocześnie zmieniła nazwę na Technikum Energetyczne.
Od 23 lipca 1958 r. wszystkie agendy Technikum Energetycznego uzyskały jedną siedzibę w budynku Zasadniczej Szkoły Metalowej nr 1 przy ul. Inżynierskiej 4/5.
23 października 1959 r. nastąpiło komisyjne rozdzielenie pomieszczeń i Technikum Energetyczne przejęło nowszą część budynku.
1 września 1964 r. podczas miejskich uroczystości z okazji rozpoczęcia roku szkolnego 1964/65 – przekazano Technikum Energetycznemu nową „tysiąclatkę” usytuowaną przy ul. Dąbrowskiego 163, jednocześnie nadano szkole imię – generała Aleksandra Zawadzkiego.
1 stycznia 1977 r. nastąpiła kolejna zmiana nazwy szkoły – powołano Zespół Szkół Elektrycznych.
W roku szkolnym 1983/1984 w Zespole Szkół Elektrycznych otwarto pierwszą w Poznaniu oraz w województwie pracownię informatyki, początkowo wyposażoną w jeden mikrokomputer, a w roku następnym kolejne osiem komputerów z funduszy Kuratorium i trzy mikrokomputery otrzymane w darze z Ministerstwa Oświaty i Wychowania. W kolejnych latach powstała druga pracownia informatyczna.
1 września 1987 r. wprowadzono obecnie funkcjonującą nazwę Szkoły – Zespół Szkół Elektrycznych Nr 1.
1 września 1999 r. w składzie Zespołu Szkół Elektrycznych Nr 1 uruchomiono XXVI Liceum Ogólnokształcące.
Od 1 września 2003 r. szkoła funkcjonuje w niezmienionym składzie: – XXVI Liceum Ogólnokształcące – 3-letnie, – XXVI Liceum Profilowane – 3-letnie, – Technikum Energetyczne – 4-letnie.
W 2005 r. szkole zostało nadane imię Henryka Zygalskiego – urodzonego w Poznaniu wybitnego kryptologa.